# Museo Histórico de Puerto Montt
El Museo Histórico de Puerto Montt Juan Pablo II es un museo chileno situado en Puerto Montt, Región de Los Lagos. Nació en 1967 como «Museo Municipal» y desde 1988 se localiza en la costanera de la ciudad. El recinto cuenta con una colección de 1800 piezas que ilustran la historia de la ciudad y del seno de Reloncaví, desde la prehistoria hasta fines del siglo XX.

## Historia
Hacia a mediados de la década de 1960, Puerto Montt carecía de museo o institución similar que conservara el patrimonio de la zona. Esta situación motivó a Emilio de la Maza Fournier, director entonces de la Casa del Arte Diego Rivera, a impulsar la creación de un museo que conservara la historia de la ciudad. Con el apoyo de la municipalidad y vecinos que donaron objetos de carácter histórico, el 6 de febrero de 1967 de inauguró el «Museo Municipal», en instalaciones ubicadas en Quillota 117. Al poco tiempo, el recinto pasó a conocerse como «Museo Vicente Pérez Rosales». En las décadas siguientes, funcionaría en diversas locaciones de la ciudad, con una colección creciente gracias al aporte de personas e instituciones.
En febrero de 1988 el museo se trasladó a su actual ubicación en la costanera de la ciudad, en lo que era antes el «Mercado de la rampa» y se cambió de nombre a «Museo Histórico de Puerto Montt Juan Pablo II». El mercado era un edificio que desde la década del 50 hasta comienzos de los años 80 albergó a comerciantes de productos del mar y cocinerías. Después de su cierre, quedó en abandono por varios años hasta que fue remozado para acoger al papa Juan Pablo II en su visita a Puerto Montt el 4 de abril de 1987. En el histórico momento, el pontífice realizó una eucaristía ante ochenta mil personas, a un costado del edificio que un año después sería rebautizado con su nombre.A finales de la década de los 80', el nuevo museo recibió las colecciones pertenecientes al Museo Pozuelo de Caicumeo, fundado por el escritor Narciso García Barría, y dedicado a la cultura de Chiloé.
Por problemas de filtraciones e inundaciones el museo cerró sus puertas en 2012. Recién tres años después, en 2015, volvió a abrir sus puertas, tras una remodelación completa —tanto infraestructura como museografía— que involucró una inversión de 280 millones de pesos.

## Instalaciones y colecciones
El Museo Histórico de Puerto Montt tiene dos niveles, con exhibiciones y colecciones que retratan la historia de la comuna y de otras temáticas relacionadas con la zona. También tiene una sala infantil.  
En total posee 1800 piezas, de las cuales un 75 % de ellas está en exposición permanente. Posee nueve salas temáticas que relatan la historia de la ciudad y el territorio. Los temas abordados incluyen:
- Formación geológica y los primeros asentamientos en Monte Verde.
- Pueblos canoeros y agricultores que habitaron la zona. Esta sala incluye la exhibición de restos de una dalca, encontrados en lago Chapo en 1999.
- El seno de Reloncaví durante la época colonial.
- Elementos de las culturas chilota, cristiana y alemana que conformaron la identidad puertomontina. Incluye una colección de santería chilota con figuras que datan del siglo XVII.
- Colonización alemana, fundación de la ciudad y artefactos del siglo XIX.
- Puerto Montt durante el siglo XX. Incluye mobiliario urbano de comienzos de siglo.
- El terremoto de Valdivia de 1960 y sus efectos en la ciudad.
- Una sala especial sobre la visita de Juan Pablo II en 1987. La colección incluye el sitial papal y la casulla papal.

Igualmente, el museo cuenta con exposiciones temporales —de índole patrimonial o artístico— en su hall principal.

### Archivo bibliográfico
El museo también resguarda el Archivo Bibliográfico Vicente Pérez Rosales, el cual contiene, entre otros documentos,
- Boletines y decretos de la Intendencia de Llanquihue.
- Cuadernos de la Gobernación de Llanquihue.
- Archivo fotográfico.
- Colección del diario El Llanquihue desde 1917 hasta 2002.
- Bibliografía regional.

### Espada de Condell
Una de las reliquias más singulares que posee el recinto es la «espada» del marino y héroe chileno de la Guerra del Pacífico Carlos Condell. El sable naval le fue entregado a Condell luego de su participación como oficial de la goleta Covadonga en el combate de Abtao, ocurrido el 7 de febrero de 1866 en el archipiélago de Calbuco, en el marco de la Guerra hispano-sudamericana. La empuñadura del arma está forrada con cuero de mantarraya y tiene la cabeza de un águila dorada, mientras que la hoja de acero tiene inscrita la frase «Carlos Condell Abtao».
El sable fue donado al museo por Genaro Donoso, oriundo de Calbuco, quien presuntamente habría recibido el sable de algún familiar del almirante nacional. En 2018 la pieza fue entregada en comodato al Museo Marítimo Nacional, ubicado en Valparaíso, como parte de las celebraciones del bicentenario de la Armada de Chile y de la Escuela Naval Arturo Prat.

## Horarios
El museo abre sus puertas de lunes a jueves de 9.00 a 13.00 h y de 14.00 a 18.00 h; los días viernes cierra a las 17.00 h. Solo abre los fines de semana en los meses de enero y febrero. La entrada es gratuita.